# Tomasz Wójcik
 (mars 2024).
Si vous disposez d'ouvrages ou d'articles de référence ou si vous connaissez des sites web de qualité traitant du thème abordé ici, merci de compléter l'article en donnant les références utiles à sa vérifiabilité et en les liant à la section « Notes et références ».
Pour les articles homonymes, voir Wójcik.
Tomasz Wojcik est un graphiste, scénographe et metteur en scène polonais né le 6 juin 1963.

## Biographie
Il a étudié la physique à l'Université de Technologie de Varsovie, et a obtenu son doctorat en 1996 (superviseur prof. Jan Petykiewicz).
Il a créé des affiches pour le théâtre, des films, des festivals d'art et sur des questions sociales. Ses œuvres ont été exposées, entre autres, à la Biennale internationale de l'affiche de Wilanów (2008), au Lahti Poster Biennial en Finlande (1997, 2009), à la Biennale Internationale del Carte à Mexico au Mexique (1996), au Trnava Affiche Triennale en Slovaquie (1997, 2000), à la Biennale Internationale du Théâtre Affiche à Rzeszów (1995, 1997, 1999), à la Contemporaine Polonaise Affiche Chicago, États-Unis (1997). Son affiche pour le film "Plainte" a été élue meilleur poster au Human Rights Watch Festival International du Film de Strasbourg, France (1992).
Depuis 1986, il conçoit des décors et des costumes de théâtre. Il a travaillé sur 45 projets, des œuvres classiques comme Antigone de Sophocle, la Bhagavad-Gita sur la base du Mahabharata, Richard III de William Shakespeare mais également pour des spectacles contemporains, par exemple: «Le procès» de Franz Kafka, «La Peste» d'Albert Camus, «L'empereur» de Ryszard Kapuściński.
En 1991, il a fait ses débuts comme metteur en scène dans le spectacle «Kraksa» (La Panne) de Friedrich Dürrenmatt (Théâtre Adéquat, Varsovie). Il a également dirigé la mise en scène de pièces de théâtre : «Odblask» (Réflection) (Théâtre Adéquat, 1993) et «Macbeth» de William Shakespeare (Théâtre à Wola, Varsovie, 1997).
Il siège au conseil de l'Association du théâtre Adéquat et a été directeur artistique de leurs projets : Festival d'Art Contemporain 4 Eléments, Triptyque Lent et Animagic.
Auteur de projets graphiques pour des livres et des magazines, entre autres, «Labirynt Światła» (Le labyrinthe de la lumière) (2006) de Jerzy Wójcik. Il est également l'auteur de nombreux projets artistiques commerciaux réalisés en Pologne et à l'étranger. Ses affiches et autres œuvres graphiques se distinguent par la clarté en limitant les moyens d'expression pour les formes géométriques obtenues uniquement par l’utilisation des graphiques vectoriels de l'éditeur.

## Publications scientifiques (sélection)
- 1997 : T. Wójcik, B. Rubinowicz, Influence of the cross-modulation effect on intensity of waves transmitted through a non-linear Fabry-Perot cavity, Opt. App. Vol. XXVII, No. 1
- 1997 : T. Wójcik, B. Rubinowicz, Influence of the cross-modulation effect on the polarization states of waves transmitted through a non-linear Fabry-Perot cavity, Opt. Quant. Elect. 29 725-737
- 1998 : B. Rubinowicz, T. Wójcik, Influence of the Kerr medium type on the wave’s reflection states at nonlinear interface for different angles of incidence, J. Opt. Soc. Am. A Vol.15 Iss.5 1436-1449
- 1998 : T. Wójcik, B. Rubinowicz, Two-wave reflection at nonlinear interface, J. Opt. Soc. Am B Vol.15 Iss.7 1856-1864

## Vie privée
Il est le fils du cinéaste Jerzy Wójcik et de l’actrice Magda Teresa Wójcik.

## Galerie

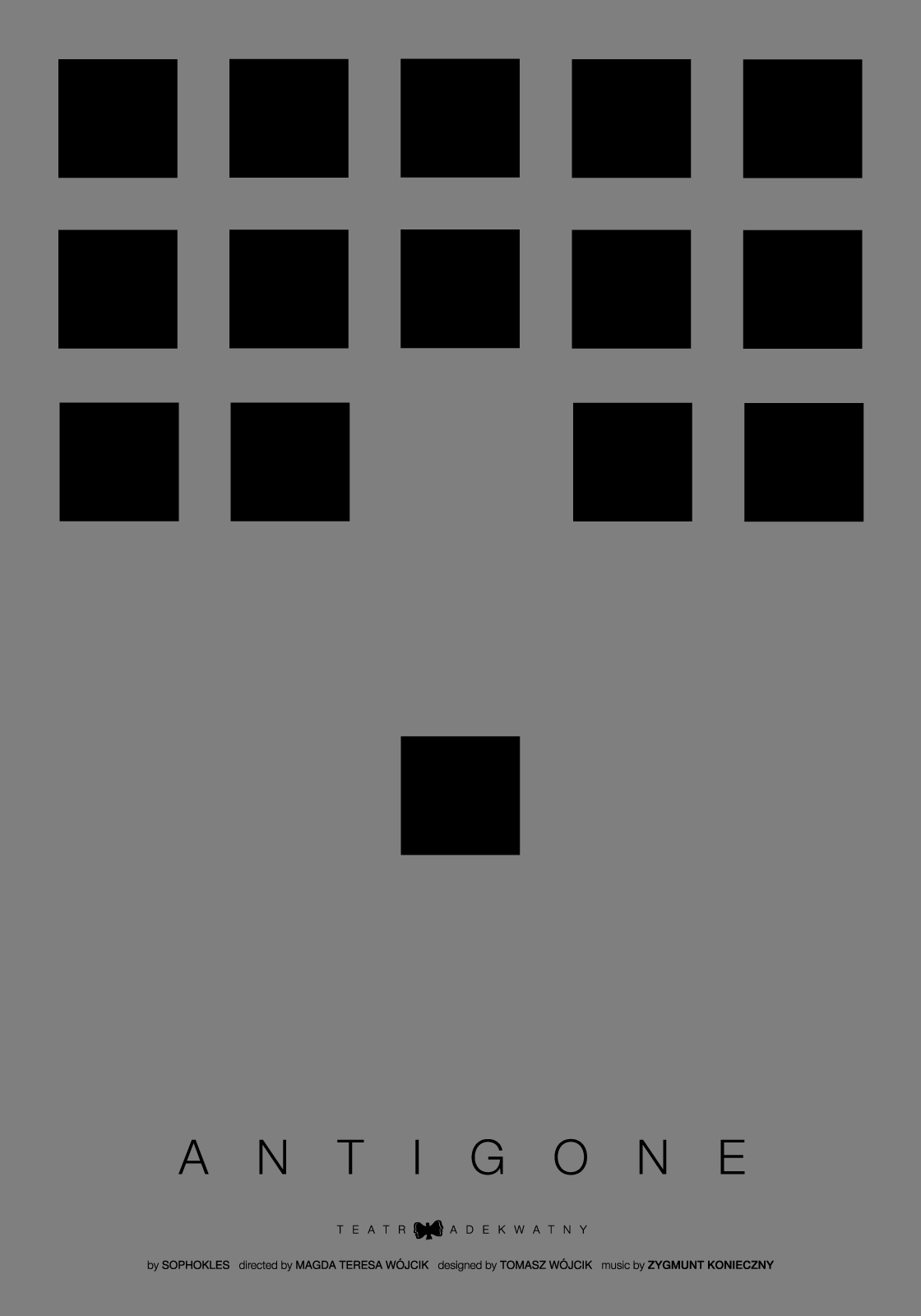
Antigone
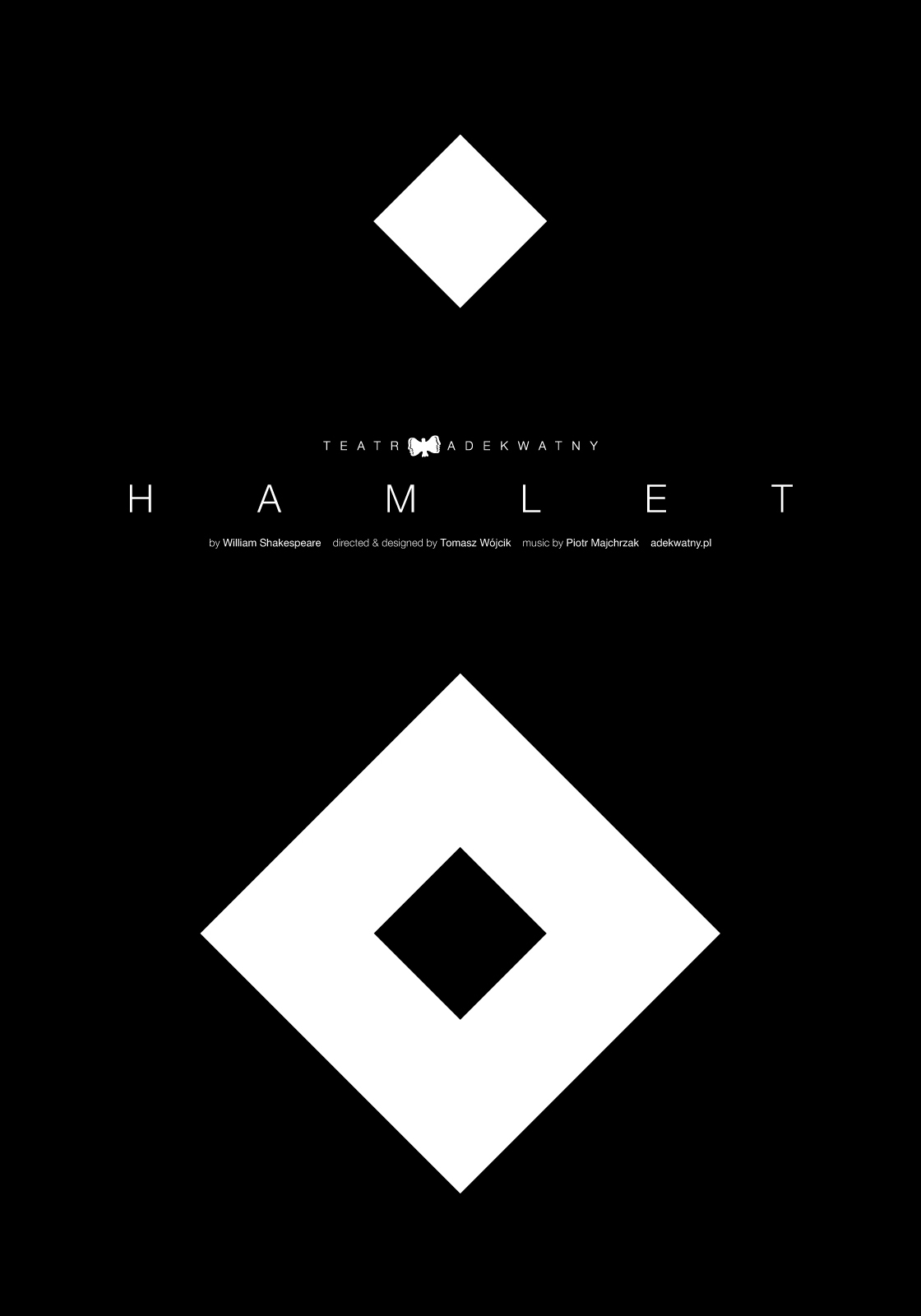
Hamlet
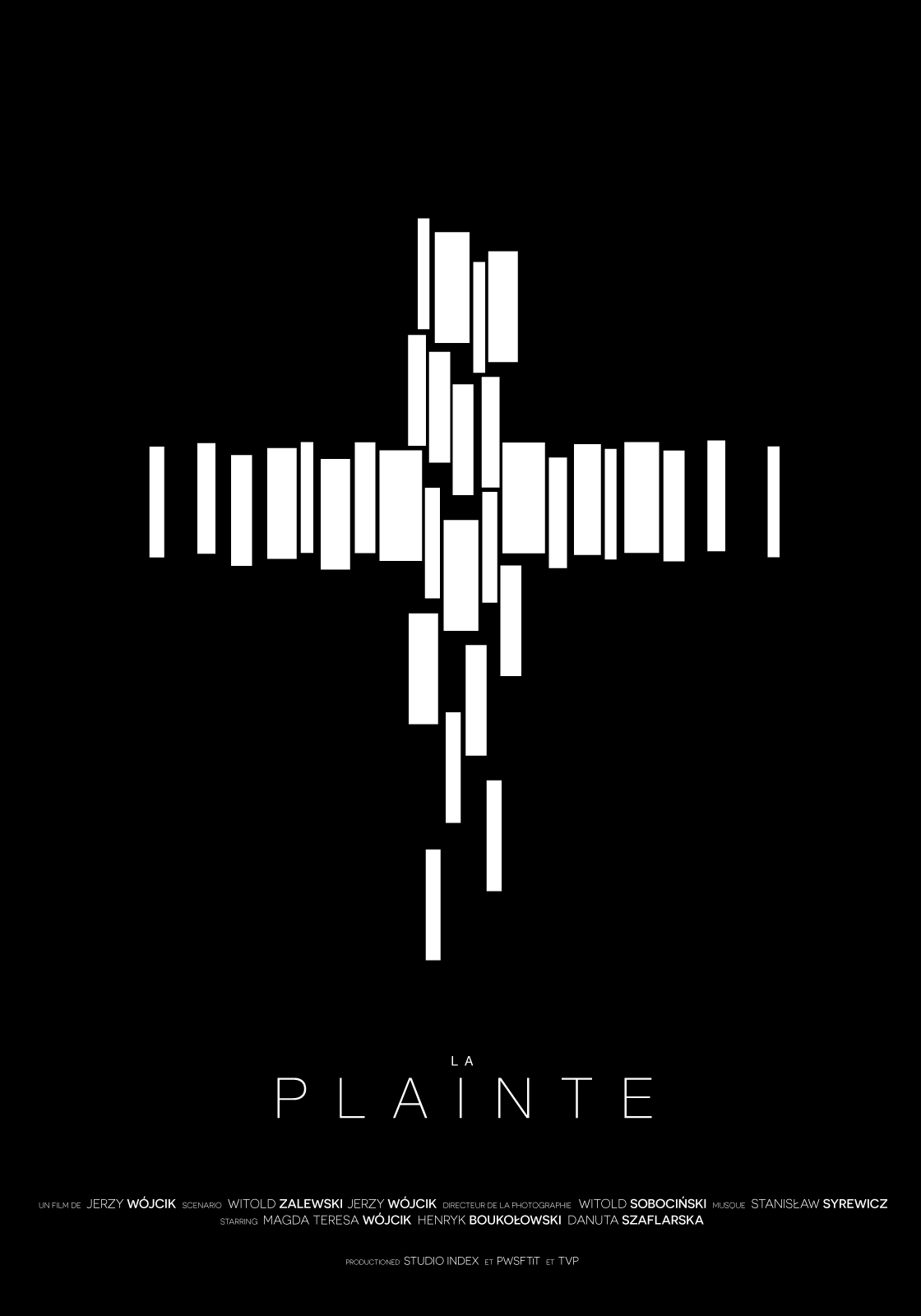
La plainte
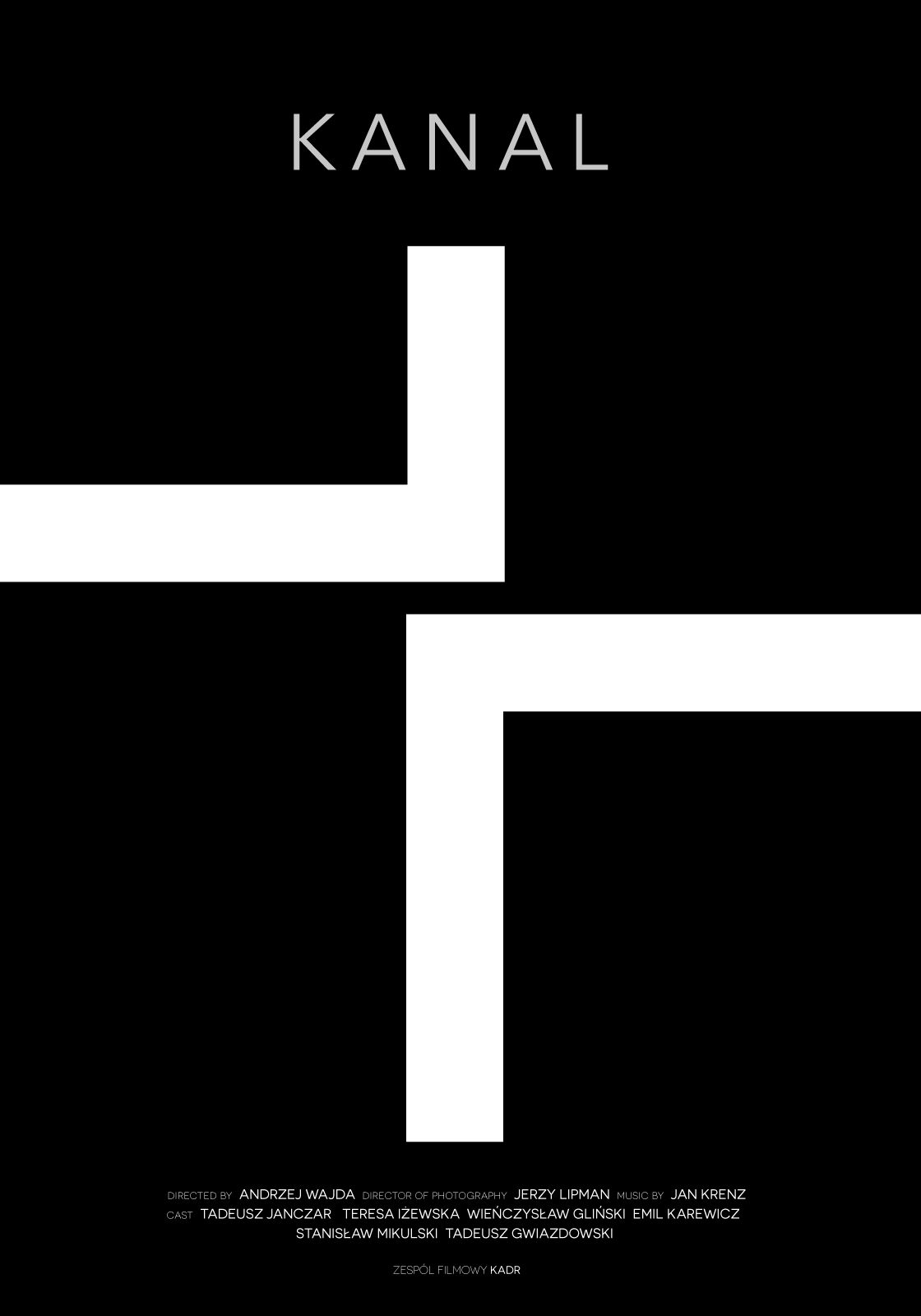
Kanal (Affiche du film)

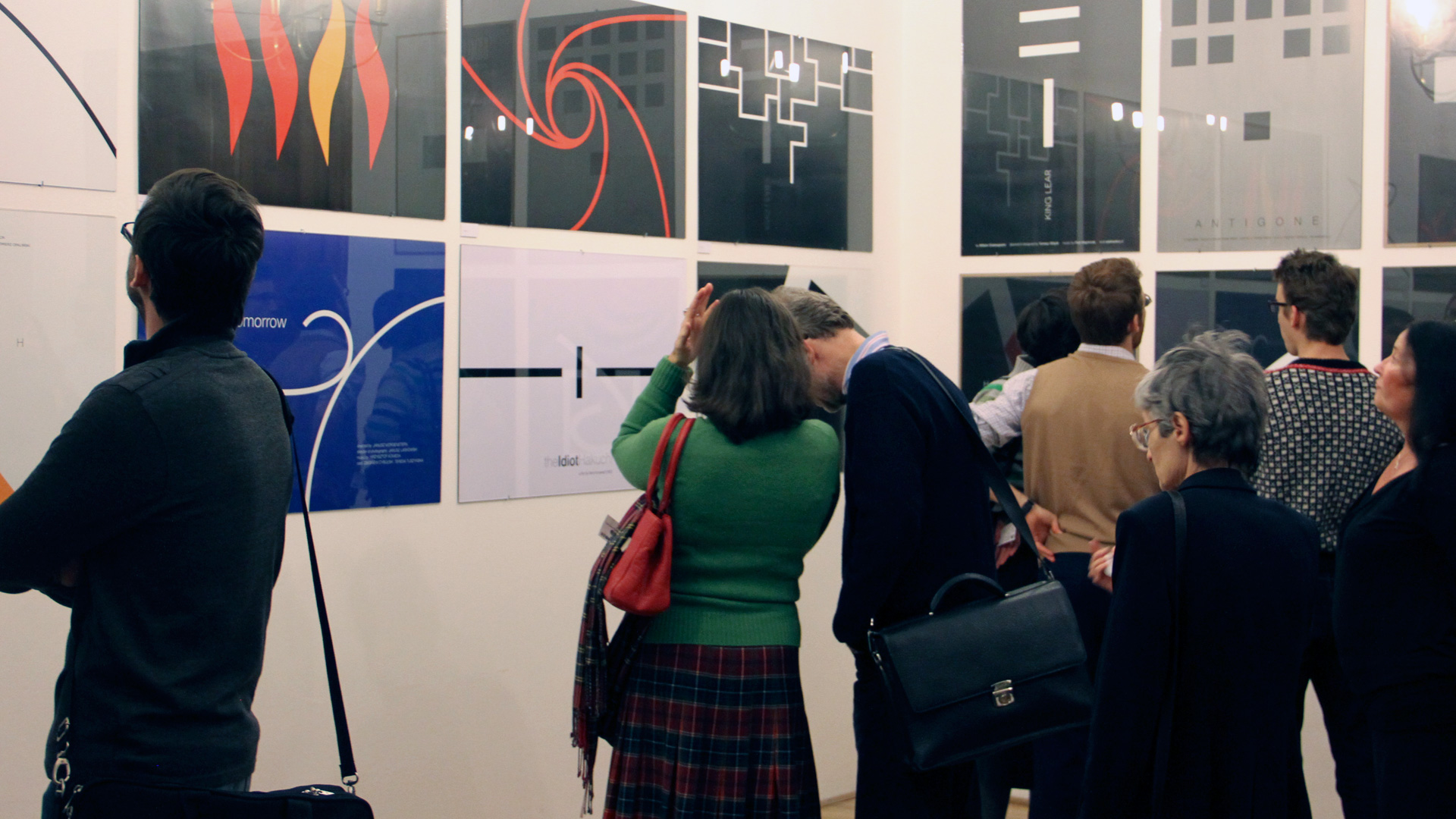
Exposition Budapest 2014
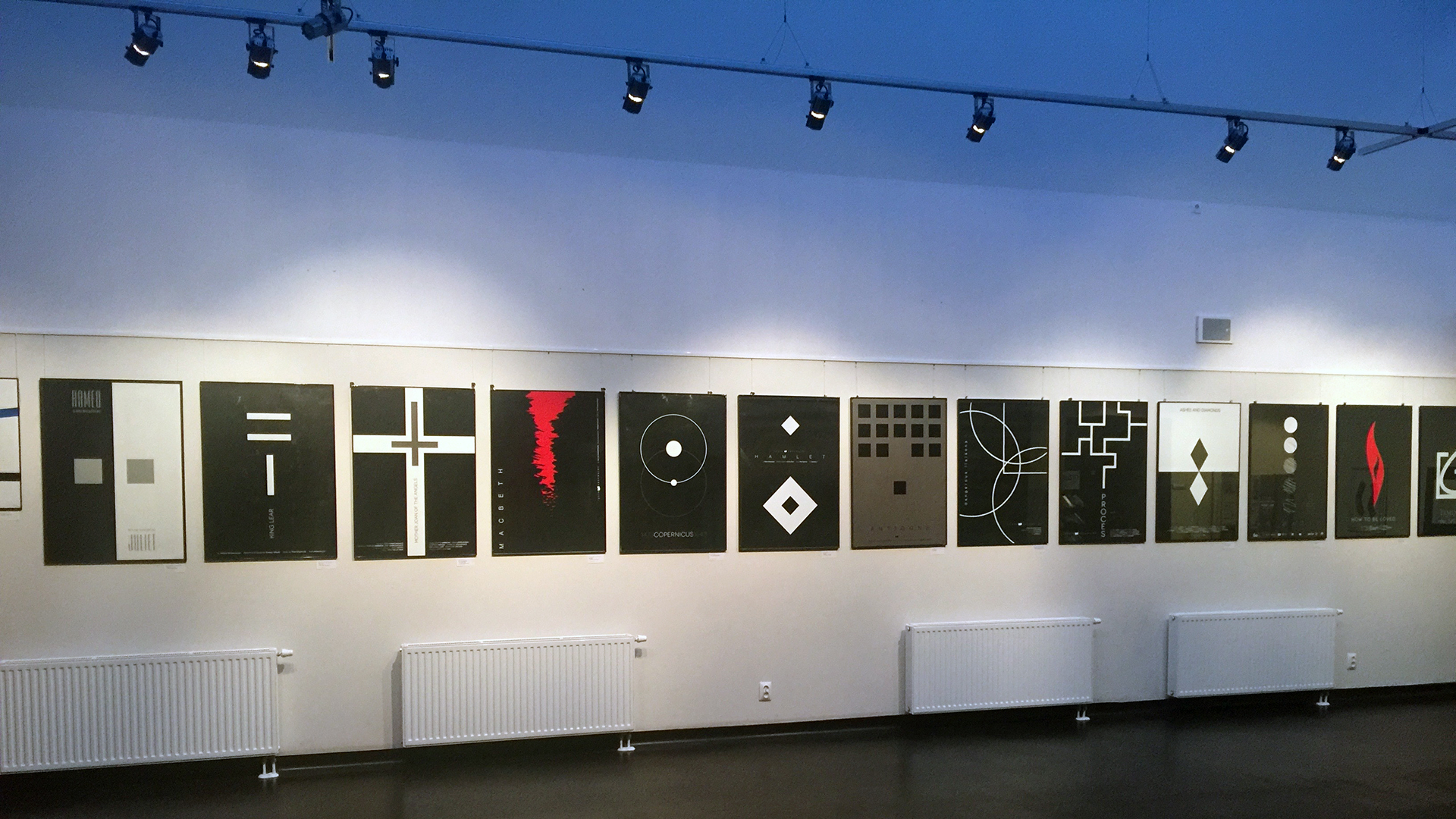
Exposition Suwałki 2016
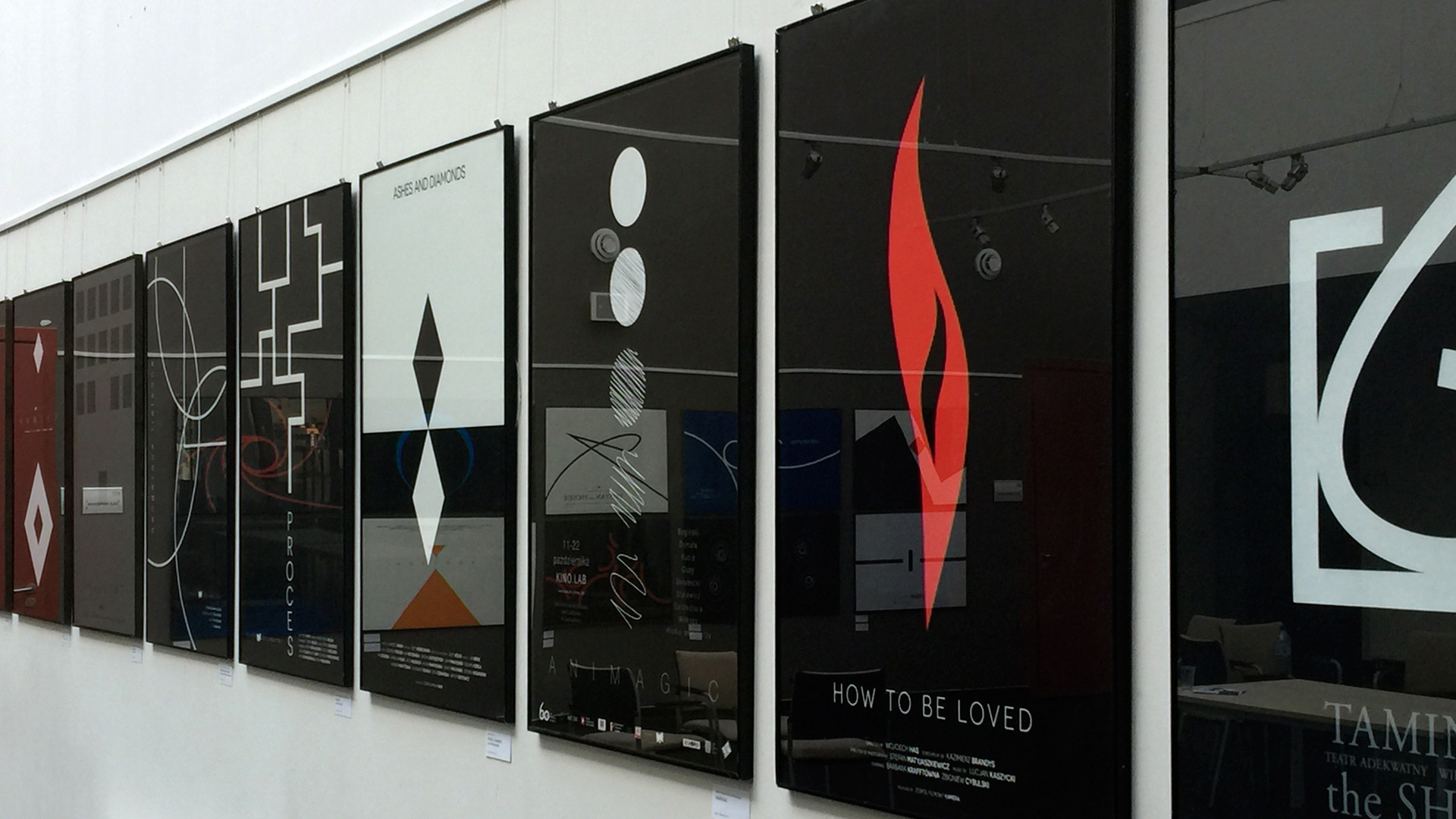
Exposition Suwałki 2016
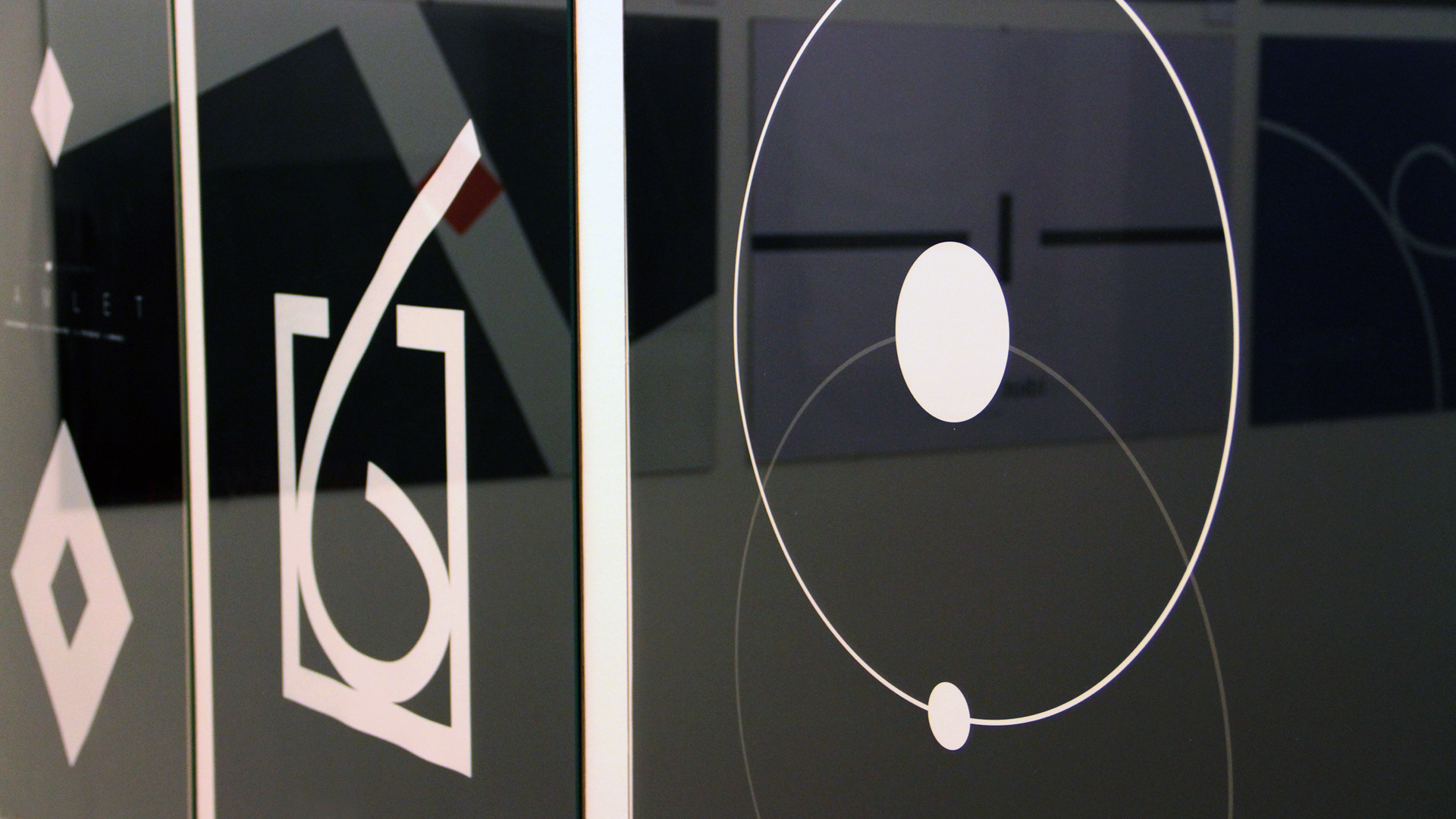
Details des affiches